# Campeonato Sul-Americano de Clubes de Voleibol Feminino de 2022
O Campeonato Sul-Americano de Clubes de Voleibol Feminino de 2022 foi a vigésima segunda edição do torneio organizado anualmente pela CSV, disputado entre os dias 6 a 10 de maio de 2022, no Ginásio Municipal Tancredo Neves (Ginásio Sabiazinho), localizada na cidade de Uberlândia. Foi o torneio classificatório para edição do Campeonato Mundial de Clubes de 2022.
O Minas Tênis Clube conquistou o tetracampeonato, e a oposta Kisy, além de premiada como melhor na posição, também foi eleita a melhor jogadora da edição.

## Formato de disputa
Para a classificação dentre dos grupos na primeira fase, o placar de 3-0 ou 3-1 garantiriu três pontos para a equipe vencedora e nenhum para a equipe derrotada; já o placar de 3-2 garantiriu dois pontos para a equipe vencedora e um para a perdedora.
As duas equipes melhores classificadas de cada grupo na fase classificatória avançaram para as semifinais, enquanto os terceiros colocados disputaram o quinto lugar na classificação final.

## Participantes
As seguintes equipes foram qualificadas para a disputa do Campeonato Sul-Americano de Clubes de 2022, a divulgação da tabela e participantes:
| Equipe           | País    | Forma de Classificação                   | Títulos              |
| ---------------- | ------- | ---------------------------------------- | -------------------- |
| Praia Clube      | Brasil  | Representante da Cidade-Sede             | 1 (2021)             |
| Sesi/Vôlei Bauru | Brasil  | Campeão da Copa Brasil de 2022           | 0 (não possui)       |
| Minas TC         | Brasil  | Vice-campeão da Copa Brasil de 2022      | 3 (2018, 2019, 2020) |
| Regatas Lima     | Peru    | Campeão do Campeonato Peruano de 2021–22 | 0 (não possui)       |
| Boston College   | Chile   | Campeão do Campeonato Chileno de 2021    | 0 (não possui)       |
| San Martín       | Bolívia | Campeão do Campeonato Boliviano de 2021  | 0 (não possui)       |

## Fase classificatória

### Grupo A
Classificação
|  |                                                    |
|  | Equipes classificadas às semifinais                |
|  | Equipe classificada para a disputa do quinto lugar |

|     |              |     | Jogos | Jogos | Jogos | Resultados | Resultados | Resultados | Resultados | Resultados | Resultados | Sets | Sets | Sets  | Pontos | Pontos | Pontos |
| Pos | Equipe       | Pts | T     | V     | D     | 3–0        | 3–1        | 3–2        | 2–3        | 1–3        | 0–3        | V    | P    | R     | V      | P      | R      |
| --- | ------------ | --- | ----- | ----- | ----- | ---------- | ---------- | ---------- | ---------- | ---------- | ---------- | ---- | ---- | ----- | ------ | ------ | ------ |
| 1   | Praia Clube  | 6   | 2     | 2     | 0     | 1          | 1          | 0          | 0          | 0          | 0          | 6    | 1    | 6,000 | 173    | 86     | 2.012  |
| 2   | Regatas Lima | 3   | 2     | 1     | 1     | 1          | 0          | 0          | 0          | 1          | 0          | 4    | 3    | 1.333 | 138    | 135    | 1.022  |
| 3   | San Martín   | 0   | 2     | 0     | 2     | 0          | 0          | 0          | 0          | 0          | 2          | 0    | 6    | 0,000 | 60     | 150    | 0.400  |

Resultados
| 6 de maio de 2022 18:30 Relatório | Praia Clube | 3 — 0             | San Martín | Ginásio Sabiazinho, Uberlândia Árbitro(s): PER Luis Valverde Hauylinos BRA Edson da Silva Júnior BRA Marcos Roberto Santos Menezes (AV) |
| 6 de maio de 2022 18:30 Relatório | 25          | Set 1 Set 2 Set 3 | 6 7 10     | Ginásio Sabiazinho, Uberlândia Árbitro(s): PER Luis Valverde Hauylinos BRA Edson da Silva Júnior BRA Marcos Roberto Santos Menezes (AV) |

| 7 de maio de 2022 19:00 Relatório | Praia Clube | 3 — 1                   | Regatas Lima | Ginásio Sabiazinho, Uberlândia Árbitro(s): BRA Marcos Roberto Santos Menezes PER Luis Valverde Hauylinos BRA Edson da Silva Júnior (AV) |
| 7 de maio de 2022 19:00 Relatório | 25 23 25    | Set 1 Set 2 Set 3 Set 5 | 12 25 13     | Ginásio Sabiazinho, Uberlândia Árbitro(s): BRA Marcos Roberto Santos Menezes PER Luis Valverde Hauylinos BRA Edson da Silva Júnior (AV) |

| 8 de maio de 2022 18:30 Relatório | San Martín | 0 — 3             | Regatas Lima | Ginásio Sabiazinho, Uberlândia Árbitro(s): PER Luis Valverde Hauylinos BRA Renato Ferreira Diniz BRA Rafael de Souza Lino (AV) |
| 8 de maio de 2022 18:30 Relatório | 13 11      | Set 1 Set 2 Set 3 | 25           | Ginásio Sabiazinho, Uberlândia Árbitro(s): PER Luis Valverde Hauylinos BRA Renato Ferreira Diniz BRA Rafael de Souza Lino (AV) |

### Grupo B
Classificação
|  |                                                    |
|  | Equipes classificadas às semifinais                |
|  | Equipe classificada para a disputa do quinto lugar |

|     |                  |     | Jogos | Jogos | Jogos | Resultados | Resultados | Resultados | Resultados | Resultados | Resultados | Sets | Sets | Sets  | Pontos | Pontos | Pontos |
| Pos | Equipe           | Pts | T     | V     | D     | 3–0        | 3–1        | 3–2        | 2–3        | 1–3        | 0–3        | V    | P    | R     | V      | P      | R      |
| --- | ---------------- | --- | ----- | ----- | ----- | ---------- | ---------- | ---------- | ---------- | ---------- | ---------- | ---- | ---- | ----- | ------ | ------ | ------ |
| 1   | Minas TC         | 6   | 2     | 2     | 0     | 2          | 0          | 0          | 0          | 0          | 0          | 6    | 0    | MAX   | 150    | 97     | 1.546  |
| 2   | Sesi/Vôlei Bauru | 3   | 2     | 1     | 1     | 1          | 0          | 0          | 0          | 0          | 1          | 3    | 3    | 1,000 | 129    | 122    | 1.057  |
| 3   | Boston College   | 0   | 2     | 0     | 2     | 0          | 0          | 0          | 0          | 0          | 2          | 0    | 6    | 0,000 | 90     | 150    | 0.600  |

Resultados
| 6 de maio de 2022 16:30 Relatório | Boston College | 0 — 3             | Minas TC | Ginásio Sabiazinho, Uberlândia Árbitro(s): BRA Renato Ferreira Diniz BRA Marcos Roberto Santos Menezes BRA Rafael de Souza Lino (AV) |
| 6 de maio de 2022 16:30 Relatório | 13 12 18       | Set 1 Set 2 Set 3 | 25       | Ginásio Sabiazinho, Uberlândia Árbitro(s): BRA Renato Ferreira Diniz BRA Marcos Roberto Santos Menezes BRA Rafael de Souza Lino (AV) |

| 7 de maio de 2022 21:00 Relatório | Sesi/Vôlei Bauru | 0 — 3             | Minas TC | Ginásio Sabiazinho, Uberlândia Árbitro(s): BRA Rafael de Souza Lino BRA Edson da Silva Júnior BRA Renato Ferreira Diniz (AV) |
| 7 de maio de 2022 21:00 Relatório | 20 15 19         | Set 1 Set 2 Set 3 | 25       | Ginásio Sabiazinho, Uberlândia Árbitro(s): BRA Rafael de Souza Lino BRA Edson da Silva Júnior BRA Renato Ferreira Diniz (AV) |

| 8 de maio de 2022 16:30 Relatório | Sesi/Vôlei Bauru | 3 — 0             | Boston College | Ginásio Sabiazinho, Uberlândia Árbitro(s): BRA Edson da Silva Júnior BRA Rafael de Souza Lino BRA Marcos Roberto Santos Menezes (AV) |
| 8 de maio de 2022 16:30 Relatório | 25               | Set 1 Set 2 Set 3 | 21 9 17        | Ginásio Sabiazinho, Uberlândia Árbitro(s): BRA Edson da Silva Júnior BRA Rafael de Souza Lino BRA Marcos Roberto Santos Menezes (AV) |

## Fase final
|  | Semifinais        | Semifinais        |   |                    | Final              | Final |  |
|  |                   |                   |   |                    |                    |       |  |
|  | 9 de maio – 18:30 |                   |   |                    |                    |       |  |
|  | Praia Clube       | 3                 |   |                    |                    |       |  |
|  | Sesi/Vôlei Bauru  | 0                 |   |                    |                    |       |  |
|  |                   |                   |   |                    |                    |       |  |
|  |                   |                   |   |                    | 10 de maio – 18:30 |       |  |
|  |                   |                   |   |                    | Praia Clube        | 2     |  |
|  |                   | Minas TC          | 3 |                    |                    |       |  |
|  |                   |                   |   |                    |                    |       |  |
|  |                   |                   |   |                    |                    |       |  |
|  |                   |                   |   |                    | Terceiro lugar     |       |  |
|  | 9 de maio – 16:30 | 9 de maio – 16:30 |   | 10 de maio – 16:30 | 10 de maio – 16:30 |       |  |
|  | Minas TC          | 3                 |   | Regatas Lima       | 0                  |       |  |
|  | Regatas Lima      | 0                 |   |                    | Sesi/Vôlei Bauru   | 3     |  |

### Disputa pelo 5º lugar
| 9 de maio de 2022 14:00 Resultado | San Martín | 0 — 3             | Boston College | Ginásio Sabiazinho, Uberlândia Árbitro(s): BRA Renato Ferreira Diniz BRA Edson da Silva Júnior BRA Paulo Henrique Vieira de Moura (AV) |
| 9 de maio de 2022 14:00 Resultado | 22 14 16   | Set 1 Set 2 Set 3 | 25             | Ginásio Sabiazinho, Uberlândia Árbitro(s): BRA Renato Ferreira Diniz BRA Edson da Silva Júnior BRA Paulo Henrique Vieira de Moura (AV) |

### Semifinais
| 9 de maio de 2022 18:30 Relatório | Praia Clube | 3 — 0             | Sesi/Vôlei Bauru | Ginásio Sabiazinho, Uberlândia Árbitro(s): BRA Rafael de Souza Lino PER Luis Valverde Hauylinos BRA Fernando de Souza (AV) |
| 9 de maio de 2022 18:30 Relatório | 25 27 25    | Set 1 Set 2 Set 3 | 21 25 21         | Ginásio Sabiazinho, Uberlândia Árbitro(s): BRA Rafael de Souza Lino PER Luis Valverde Hauylinos BRA Fernando de Souza (AV) |

| 9 de maio de 2022 16:30 Relatório | Minas TC | 3 — 0             | Regatas Lima | Ginásio Sabiazinho, Uberlândia Árbitro(s): BRA Marcos Roberto Santos Menezes BRA Renato Ferreira Diniz BRA Sérgio Henrique Barbosa Silva (AV) |
| 9 de maio de 2022 16:30 Relatório | 25       | Set 1 Set 2 Set 3 | 10 19 20     | Ginásio Sabiazinho, Uberlândia Árbitro(s): BRA Marcos Roberto Santos Menezes BRA Renato Ferreira Diniz BRA Sérgio Henrique Barbosa Silva (AV) |

### Disputa pelo 3º lugar
| 10 de maio de 2022 16:30 Relatório | Regatas Lima | 0 — 3             | Sesi/Vôlei Bauru | Ginásio Sabiazinho, Uberlândia Árbitro(s): BRA Edson da Silva Júnior PER Luis Valverde Hauylinos BRA Sérgio Henrique Barbosa Silva (AV) |
| 10 de maio de 2022 16:30 Relatório | 27 18 21     | Set 1 Set 2 Set 3 | 29 25            | Ginásio Sabiazinho, Uberlândia Árbitro(s): BRA Edson da Silva Júnior PER Luis Valverde Hauylinos BRA Sérgio Henrique Barbosa Silva (AV) |

### Final
| 10 de maio de 2022 18:30 Relatório | Praia Clube | 2 — 3                         | Minas TC       | Ginásio Sabiazinho, Uberlândia Árbitro(s): BRA Rafael de Souza Lino BRA Marcos Roberto Santos Menezes BRA Fernando de Souza (AV) |
| 10 de maio de 2022 18:30 Relatório | 22 25 21 13 | Set 1 Set 2 Set 3 Set 4 Set 5 | 25 20 16 25 15 | Ginásio Sabiazinho, Uberlândia Árbitro(s): BRA Rafael de Souza Lino BRA Marcos Roberto Santos Menezes BRA Fernando de Souza (AV) |

## Premiação
| Campeonato Sul-Americano de Clubes de 2022 |
| Brasil                                     |
| ------------------------------------------ |
| Minas TC Campeão (4º título)               |

## Classificação Final
| Posição           | Equipe           | Classificação                        |
| ----------------- | ---------------- | ------------------------------------ |
| Medalha de ouro   | Minas TC         | Campeonato Mundial de Clubes de 2022 |
| Medalha de prata  | Praia Clube      |                                      |
| Medalha de bronze | Sesi/Vôlei Bauru |                                      |
| 4                 | Regatas Lima     |                                      |
| 5                 | Boston College   |                                      |
| 6                 | San Martín       |                                      |

## Prêmios individuais
A seleção do campeonato foi composta pelas seguintes jogadoras:
- MVP (Most Valuable Player):  Kisy (MTC)